# Iragaodes nobilis
Iragaodes nobilis är en fjärilsart som beskrevs av Otto Staudinger 1887. Iragaodes nobilis ingår i släktet Iragaodes och familjen trågspinnare. Inga underarter finns listade i Catalogue of Life.